# Lista nagród i nominacji Taylor Swift
Artykuł przedstawia listę nagród i nominacji amerykańskiej wokalistki Taylor Swift.
W 2005 roku Taylor podpisała kontrakt z wytwórnią Big Machine i została najmłodszą autorką piosenek zatrudnioną przez Sony/ATV Music. Wokalistka ma na koncie jedenaście albumów studyjnych: Taylor Swift, Fearless, Speak Now, Red, 1989, reputation, Lover, Folklore, Evermore, Midnights oraz The Tortured Poets Department. Album Fearless wydany w 2008 roku jest najczęściej nagradzaną płytą country w historii oraz najlepiej sprzedającym się albumem 2008 i 2009 roku w Stanach Zjednoczonych. Z kolei jej pierwszy, w pełni popowy album, 1989, jest najczęściej kupowaną płytą od 2002 roku. Łącznie Swift otrzymała 709 nominacji, wygrała 449 nagród. 21 nagród to nagrody specjalne (Pinnacle Award, Dick Clark Award for Excellence, 2010 NARM Artist of the Year, HAL David Starlight Award, Ultimate Choice, Crystal Milestone Award, Jim Reeves International Award, International Artist Achievement Award, 2011 Harmony Award, 4 rekordy Guinnessa, 2012 Ripple Of Hope Gala Award, 2012 Big Help Award, 2012 BMA Woman of the Year, 2011 & 2014 Billboard Woman of the Year, IFPI Global Recording Artist of 2014, 2015 ELLE's Woman of the Year i ACM's 50th Anniversary Milestone Award).

## Academy of Country Music Awards
Academy of Country Music Awards to coroczne rozdanie nagród muzyki country. Po raz pierwszy impreza odbyła się w 1964 roku. Taylor była nominowana do tej nagrody dwadzieścia sześć razy, wygrywając pięć nagród. Academy of Country Music Awards uhonorowało Taylor nagrodą Crystal Milestone Award w 2009 roku, Jim Reeves International Award w 2011 roku oraz 50th Anniversary Milestone Awards w 2015. W 2009 roku Taylor została najmłodszym artystą w historii, który wygrał w kategorii Album roku (Fearless). Została również drugą artystką (po Carrie Underwood), która wygrała w kategorii Wokalistka roku dwa lata z rzędu (2011 i 2012). Swift jest najmłodszą osobą, która wygrała w kategorii Entertainer of the Year.
| Rok  | Przedmiot nominacji                                | Kategoria                         | Rezultat  |
| ---- | -------------------------------------------------- | --------------------------------- | --------- |
| 2007 | Taylor Swift                                       | Najlepsza Nowa Wokalistka         | Nominacja |
| 2008 | Taylor Swift                                       | Najlepsza Nowa Wokalistka         | Wygrana   |
| 2008 | Taylor Swift                                       | Najlepsza Wokalistka              | Nominacja |
| 2008 | Taylor Swift                                       | Album Roku                        | Nominacja |
| 2009 | Taylor Swift                                       | Wokalistka Roku                   | Nominacja |
| 2009 | Love Story                                         | Teledysk Roku                     | Nominacja |
| 2009 | Fearless                                           | Album Roku                        | Wygrana   |
| 2009 | Taylor Swift                                       | Crystal Milestone Award           | Odbiorca  |
| 2010 | Taylor Swift                                       | Artysta Roku                      | Nominacja |
| 2010 | Taylor Swift                                       | Wokalistka Roku                   | Nominacja |
| 2010 | You Belong With Me                                 | Teledysk Roku                     | Nominacja |
| 2010 | You Belong With Me                                 | Piosenka Roku                     | Nominacja |
| 2011 | Taylor Swift                                       | Jim Reeves International Award    | Odbiorca  |
| 2011 | Taylor Swift                                       | Artysta Roku                      | Wygrana   |
| 2011 | Taylor Swift                                       | Wokalistka Roku                   | Nominacja |
| 2011 | Speak Now                                          | Album Roku                        | Nominacja |
| 2012 | Taylor Swift                                       | Artysta Roku                      | Wygrana   |
| 2012 | Taylor Swift                                       | Wokalistka Roku                   | Nominacja |
| 2012 | Mean                                               | Teledysk Roku                     | Nominacja |
| 2013 | Taylor Swift                                       | Artysta Roku                      | Nominacja |
| 2013 | Taylor Swift                                       | Wokalistka Roku                   | Nominacja |
| 2013 | We Are Never Ever Getting Back Together            | Teledysk Roku                     | Nominacja |
| 2013 | Red                                                | Album Roku                        | Nominacja |
| 2014 | Taylor Swift                                       | Artysta Roku                      | Nominacja |
| 2014 | Taylor Swift                                       | Wokalistka Roku                   | Nominacja |
| 2014 | Highway Don't Care (with Tim McGraw & Keith Urban) | Wideoklip Roku                    | Wygrana   |
| 2014 | Highway Don't Care (with Tim McGraw & Keith Urban) | Nagranie Roku                     | Nominacja |
| 2014 | Highway Don't Care (with Tim McGraw & Keith Urban) | Wydarzenie Roku Wokal             | Nominacja |
| 2015 | Taylor Swift                                       | 50th Anniversary Milestone Awards | Odbiorca  |

## American Country Awards
American Country Awards to nagrody przyznawane w kategorii muzyki country, zwycięzców wybierają fani. Show jest transmitowane na kanale Fox Network. Nagrody są przyznawane w kategorii muzyka, teledyski i trasy koncertowe.
| Rok  | Przedmiot nominacji                                | Kategoria                                   | Rezultat  |
| ---- | -------------------------------------------------- | ------------------------------------------- | --------- |
| 2010 | Taylor Swift                                       | Artysta Roku                                | Nominacja |
| 2010 | Taylor Swift                                       | Wokalistka Roku                             | Nominacja |
| 2010 | Fearless Tour                                      | Najbardziej Dochodowa Trasa Roku            | Nominacja |
| 2011 | Taylor Swift                                       | Artysta Roku                                | Nominacja |
| 2011 | Taylor Swift                                       | Wokalistka Roku                             | Nominacja |
| 2011 | Speak Now World Tour                               | Najbardziej Dochodowa Trasa Roku            | Nominacja |
| 2011 | Speak Now                                          | Album Roku                                  | Nominacja |
| 2011 | Mean                                               | Kobieca Piosenka Roku                       | Nominacja |
| 2011 | Back To December                                   | Kobiecy Teledysk Roku                       | Nominacja |
| 2012 | Taylor Swift                                       | Artysta Roku                                | Nominacja |
| 2012 | Taylor Swift                                       | Wokalistka Roku                             | Nominacja |
| 2012 | Taylor Swift                                       | Artysta Roku – Trasa                        | Nominacja |
| 2012 | Ours                                               | Kobieca Piosenka Roku                       | Nominacja |
| 2012 | Ours                                               | Kobiecy Teledysk Roku                       | Nominacja |
| 2013 | Taylor Swift                                       | Artysta Roku                                | Nominacja |
| 2013 | Taylor Swift                                       | Wokalistka Roku                             | Nominacja |
| 2013 | Taylor Swift                                       | Artysta Roku – Trasa                        | Nominacja |
| 2013 | Taylor Swift                                       | Najlepszy artysta na arenie międzynarodowej | Wygrana   |
| 2013 | Begin Again                                        | Kobieca Piosenka Roku                       | Nominacja |
| 2013 | Begin Again                                        | Teledysk Roku                               | Nominacja |
| 2013 | Begin Again                                        | Kobiecy Wideoklip Roku                      | Nominacja |
| 2013 | Highway Don't Care (with Tim McGraw & Keith Urban) | Piosenka Roku – Duet                        | Wygrana   |
| 2013 | Highway Don't Care (with Tim McGraw & Keith Urban) | Wideoklip Roku – Duet                       | Wygrana   |
| 2013 | Highway Don't Care (with Tim McGraw & Keith Urban) | Piosenka Roku (Songwriters Award)           | Wygrana   |

## American Country Countdown Awards
Pierwsze rozdanie nagród American Country Countdown Awards odbyło się w 2014 roku. American Country Countdown Awards są przyznawane wyłącznie ze statystyk AirPlay Radio ze źródeł takich jak Soundscan, Pollstar i MediaBase.
| Rok  | Przedmiot nominacji | Kategoria       | Rezultat  |
| ---- | ------------------- | --------------- | --------- |
| 2014 | Taylor Swift        | Wokalistka Roku | Nominacja |

## American Music Awards
American Music Awards to rozdanie nagród muzycznych, odbywające się od 1973 roku. Show transmitowane jest przez American Broadcasting Company. Swift zdobyła 35 nominacji i 34 nagrody. 23 listopada 2014 Swift została pierwszą osobą odznaczoną nagrodą Dick Clark Awards For Excellence – specjalną nagrodą przyznaną za jej wyjątkowe osiągnięcia.
| Rok  | Przedmiot nominacji | Kategoria                            | Rezultat  |
| ---- | ------------------- | ------------------------------------ | --------- |
| 2007 | Taylor Swift        | Ulubiona Artystka Country            | Nominacja |
| 2008 | Taylor Swift        | Ulubiona Artystka Country            | Wygrana   |
| 2009 | Taylor Swift        | Artysta Roku                         | Wygrana   |
| 2009 | Taylor Swift        | Ulubiona Artystka Pop/Rock           | Wygrana   |
| 2009 | Taylor Swift        | Ulubiona Artystka Country            | Wygrana   |
| 2009 | Taylor Swift        | Ulubiona Artystka Adult Contemporary | Wygrana   |
| 2009 | Fearless            | Ulubiony Album Country               | Wygrana   |
| 2009 | Fearless            | Ulubiony Album Pop/Rock              | Nominacja |
| 2010 | Taylor Swift        | Ulubiona Artystka Country            | Wygrana   |
| 2011 | Taylor Swift        | Artysta Roku                         | Wygrana   |
| 2011 | Taylor Swift        | Ulubiona Artystka Country            | Wygrana   |
| 2011 | Speak Now           | Ulubiony Album Country               | Wygrana   |
| 2012 | Taylor Swift        | Ulubiona Artystka Country            | Wygrana   |
| 2013 | Taylor Swift        | Artysta Roku                         | Wygrana   |
| 2013 | Taylor Swift        | Ulubiona Artystka Country            | Wygrana   |
| 2013 | Taylor Swift        | Ulubiona Artystka Pop/Rock           | Wygrana   |
| 2013 | Red                 | Ulubiony Album Country               | Wygrana   |
| 2013 | Red                 | Ulubiony Album Pop/Rock              | Nominacja |
| 2014 | Taylor Swift        | Dick Clark Awards for Excellence     | Odbiorca  |

## APRA Music Awards
APRA Music Awards to kilka ceremonii rozdania nagród odbywających się w Australii. Są przyznawane przez Australasian Performing Right Association za umiejętność pisania piosenek, sprzedaż płyt i singli oraz dla artystów.
| Rok  | Przedmiot nominacji | Kategoria                      | Rezultat  |
| ---- | ------------------- | ------------------------------ | --------- |
| 2010 | Love Story          | Międzynarodowa Współpraca Roku | Nominacja |

## ARIA Music Awards
Australian Recording Industry Association Music Awards (popularnie nazywane ARIA Music Awards lub ARIA Awards) to coroczna seria rozdań nagród odbywająca się w Australii, nagradzająca australijski przemysł muzyczny.
| Rok  | Przedmiot nominacji | Kategoria                        | Rezultat  |
| ---- | ------------------- | -------------------------------- | --------- |
| 2013 | Taylor Swift        | Najlepszy Artysta Międzynarodowy | Nominacja |

## ASCAP Awards
Amerykańskie Stowarzyszenie Kompozytorów, Autorów i Wydawców (ASCAP) jest organizacją non-profit, która chroni prawa autorskie oraz wydajności muzyczne swoich członków poprzez monitorowanie ich występów publicznych, za pośrednictwem transmisji lub występów na żywo i odpowiednio je porównuje. Swift zdobyła trzy nagrody.
| Rok  | Przedmiot nominacji                     | Kategoria                       | Rezultat |
| ---- | --------------------------------------- | ------------------------------- | -------- |
| 2013 | We Are Never Ever Getting Back Together | Najczęściej Wykonywana Piosenka | Wygrana  |
| 2014 | I Knew You Were Trouble                 | Najczęściej Wykonywana Piosenka | Wygrana  |
| 2014 | We Are Never Ever Getting Back Together | Najczęściej Wykonywana Piosenka | Wygrana  |

## BBC Music Awards
BBC Music Awards to nagrody muzyczne przyznawane przez stację BBC. Po raz pierwszy zostały wręczone w grudniu 2014 roku, traktowane jako podsumowanie muzycznych wydarzeń ostatnich dwunastu miesięcy.
| Rok  | Przedmiot nominacji | Kategoria                   | Rezultat  |
| ---- | ------------------- | --------------------------- | --------- |
| 2014 | Taylor Swift        | Międzynarodowy Artysta Roku | Nominacja |

## Billboard Music Awards

### Billboard Music Awards
Billboard Music Awards zostały przerwane między rokiem 2007 a 2010, ale zwycięzcy w wielu kategoriach zostali ogłoszeni poprzez Billboard razem, jako część podsumowujące ich sukcesy na koniec roku. Rozdanie nagród powróciło w 2011 roku. Taylor zdobyła 54 nominacje, wygrała 28, włącznie z 11 zdobytymi w latach 2007–2010 i opublikowanymi przez magazyn Billboard.
| Rok  | Przedmiot nominacji                     | Kategoria                                          | Rezultat  |
| ---- | --------------------------------------- | -------------------------------------------------- | --------- |
| 2011 | Taylor Swift                            | Artysta Roku                                       | Nominacja |
| 2011 | Taylor Swift                            | Wokalistka Roku                                    | Nominacja |
| 2011 | Taylor Swift                            | Artysta Roku na Billboard 200                      | Wygrana   |
| 2011 | Taylor Swift                            | Artysta Roku Country                               | Wygrana   |
| 2011 | Speak Now                               | Album Roku na Billboard 200                        | Nominacja |
| 2011 | Speak Now                               | Album Roku Country                                 | Wygrana   |
| 2011 | Mine                                    | Piosenka Roku Country                              | Nominacja |
| 2012 | Taylor Swift                            | Top Touring Artist                                 | Nominacja |
| 2012 | Taylor Swift                            | Artysta Roku Country                               | Nominacja |
| 2013 | Taylor Swift                            | Artysta Roku                                       | Wygrana   |
| 2013 | Taylor Swift                            | Wokalistka Roku                                    | Wygrana   |
| 2013 | Taylor Swift                            | Artysta Roku na Billboard 200                      | Wygrana   |
| 2013 | Taylor Swift                            | Artysta Roku na Hot 100                            | Nominacja |
| 2013 | Taylor Swift                            | Billboard Milestone Award                          | Nominacja |
| 2013 | Taylor Swift                            | Artysta Roku Country                               | Wygrana   |
| 2013 | Taylor Swift                            | Top Social Artist                                  | Nominacja |
| 2013 | Taylor Swift                            | Artystka Roku Streaming                            | Wygrana   |
| 2013 | Red                                     | Album Roku na Billboard 200                        | Wygrana   |
| 2013 | Red                                     | Album Roku Country                                 | Wygrana   |
| 2013 | We Are Never Ever Getting Back Together | Najlepsza Piosenka Streaming (videoklip)           | Nominacja |
| 2013 | We Are Never Ever Getting Back Together | Piosenka Roku Country                              | Wygrana   |
| 2014 | Taylor Swift                            | Top Social Artist                                  | Nominacja |
| 2014 | Taylor Swift                            | Artysta Roku Country                               | Nominacja |
| 2015 | Taylor Swift                            | Artysta Roku                                       | Wygrana   |
| 2015 | Taylor Swift                            | Wokalistka Roku                                    | Wygrana   |
| 2015 | Taylor Swift                            | Artysta Roku na Billboard 200                      | Wygrana   |
| 2015 | Taylor Swift                            | Artysta Roku na Hot 100                            | Wygrana   |
| 2015 | Taylor Swift                            | Artysta Roku (radio)                               | Nominacja |
| 2015 | Taylor Swift                            | Artysta Roku (sieć)                                | Wygrana   |
| 2015 | Taylor Swift                            | Artysta Roku Streaming                             | Nominacja |
| 2015 | Taylor Swift                            | Top Social Artist                                  | Nominacja |
| 2015 | Taylor Swift                            | Największe osiągnięcia na Billboard (głosują fani) | Wygrana   |
| 2015 | 1989                                    | Album Roku na Billboard 200                        | Wygrana   |
| 2015 | Shake It Off                            | Piosenka Roku na Hot 100                           | Nominacja |
| 2015 | Shake It Off                            | Cyfrowa Piosenka Roku                              | Nominacja |
| 2015 | Shake It Off                            | Piosenka Roku Streaming (teledysk)                 | Wygrana   |
| 2015 | Blank Space                             | Piosenka Roku Streaming (teledysk)                 | Nominacja |
| 2016 | Taylor Swift                            | Artysta Roku                                       | Nominacja |
| 2016 | Taylor Swift                            | Wokalistka Roku                                    | Nominacja |
| 2016 | Taylor Swift                            | Artysta Roku na Billboard 200                      | Nominacja |
| 2016 | Taylor Swift                            | Artysta roku na Hot 100                            | Nominacja |
| 2016 | Taylor Swift                            | Artysta Roku (radio)                               | Nominacja |
| 2016 | Taylor Swift                            | Artysta roku (media społecznościowe)               | Nominacja |
| 2016 | Taylor Swift                            | Top Touring Artist                                 | Wygrana   |
| 2016 | 1989                                    | Album Roku na Billboard 200                        | Nominacja |

### Billboard Woman Of The Year
W 2011 roku Taylor została najmłodszą osobą okrzykniętą przez magazyn Billboard tytułem Kobiety Roku. Pod uwagę brano wówczas liczne osiągnięcia wokalistki, między innymi milionowa sprzedaż jej albumów Fearless oraz Speak Now. W 2014 roku Swift ponownie została okrzyknięta Kobietą Roku. Jest pierwszą osobą, która zdobyła ten tytuł dwa razy.
| Rok  | Przedmiot nominacji | Kategoria    | Rezultat |
| ---- | ------------------- | ------------ | -------- |
| 2011 | Taylor Swift        | Kobieta Roku | Odbiorca |
| 2014 | Taylor Swift        | Kobieta Roku | Odbiorca |

### Billboard Touring Awards
Billboard Touring Awards to utworzone w 2006 roku coroczne spotkanie sponsorowane przez magazyn Billboard, żeby nagrodzić najlepsze występy na żywo. Swift zdobyła 3 nagrody z 10 nominacji.
| Rok  | Przedmiot nominacji  | Kategoria                              | Rezultat  |
| ---- | -------------------- | -------------------------------------- | --------- |
| 2010 | Fearless Tour        | Top Pakiet                             | Wygrana   |
| 2010 | Taylor Swift         | Nagroda Najlepszych Fanów              | Nominacja |
| 2011 | Speak Now World Tour | Nagroda Marketingu i Promocji Koncertu | Wygrana   |
| 2011 | Speak Now World Tour | Top Pakiet                             | Nominacja |
| 2011 | Speak Now World Tour | Nagroda Najlepszych Fanów              | Nominacja |
| 2012 | Taylor Swift         | Top Pakiet                             | nominacja |
| 2012 | Taylor Swift         | Nagroda Najlepszych Fanów              | Nominacja |
| 2013 | Red Tour             | Top Pakiet                             | Wygrana   |
| 2013 | Red Tour             | Nagroda Marketingu i Promocji Koncertu | Nominacja |
| 2013 | Taylor Swift         | Nagroda Najlepszych Fanów              | Nominacja |

## BMI Awards
Nagrody BMI są przyznawane przez Broadcast Music Inc. żeby nagrodzić tekściarzy w różnych gatunkach, jak country i pop. Swift otrzymała 35 BMI Country Music Awards, 1 BMI London Awards i 17 BMI Pop Awards.

### BMI Country Awards
| Rok  | Przedmiot nominacji    | Kategoria                   | Rezultat |
| ---- | ---------------------- | --------------------------- | -------- |
| 2007 | Tim McGraw             | Nagradzana Piosenka         | wygrana  |
| 2008 | Our Song               | Nagradzana Piosenka         | wygrana  |
| 2008 | Teardrops On My Guitar | Piosenka Roku               | wygrana  |
| 2009 | Love Story             | Piosenka Roku               | wygrana  |
| 2009 | Love Story             | Wydawca Roku                | wygrana  |
| 2009 | Picture To Burn        | Wydawca Roku                | wygrana  |
| 2009 | Should've Said No      | Wydawca Roku                | wygrana  |
| 2009 | Love Story             | Nagradzana Piosenka         | wygrana  |
| 2009 | Picture To Burn        | Nagradzana Piosenka         | wygrana  |
| 2009 | Should've Said No      | Nagradzana Piosenka         | wygrana  |
| 2010 | Taylor Swift           | Tekściarz Roku              | wygrana  |
| 2010 | Fifteen                | Wydawca Roku                | wygrana  |
| 2010 | White Horse            | Wydawca Roku                | wygrana  |
| 2010 | You Belong With Me     | Wydawca Roku                | wygrana  |
| 2010 | You Belong With Me     | Piosenka Roku               | wygrana  |
| 2010 | Fifteen                | Nagradzana Piosenka         | wygrana  |
| 2010 | White Horse            | Nagradzana Piosenka         | wygrana  |
| 2010 | You Belong With Me     | Nagradzana Piosenka         | wygrana  |
| 2011 | Back To December       | Wydawca Roku                | wygrana  |
| 2011 | Fearless               | Wydawca Roku                | wygrana  |
| 2011 | Mine                   | Wydawca Roku                | wygrana  |
| 2011 | Back To December       | Nagradzana Piosenka         | wygrana  |
| 2011 | Fearless               | Nagradzana Piosenka         | wygrana  |
| 2011 | Mine                   | Nagradzana Piosenka         | wygrana  |
| 2012 | Mean                   | Wydawca Roku                | wygrana  |
| 2012 | Sparks Fly             | Wydawca Roku                | wygrana  |
| 2012 | Mean                   | Top 50 Songs                | wygrana  |
| 2012 | Sparks Fly             | Top 50 Songs                | wygrana  |
| 2013 | Begin Again            | Wydawca Roku                | wygrana  |
| 2013 | Begin Again            | Country Awards Top 50 Songs | wygrana  |
| 2013 | Ours                   | Country Awards Top 50 Songs | wygrana  |
| 2014 | Highway Don't Care     | Wydawca Roku                | wygrana  |
| 2014 | Red                    | Wydawca Roku                | wygrana  |
| 2014 | Highway Don't Care     | Country Awards Top 50 Songs | wygrana  |
| 2014 | Red                    | Country Awards Top 50 Songs | wygrana  |

### BMI London Awards
| Rok  | Przedmiot nominacji    | Nominacja           | Rezultat |
| ---- | ---------------------- | ------------------- | -------- |
| 2014 | Everything Has Changed | Nagradzana Piosenka | wygrana  |

## Brasil Music Awards
| Rok  | Przedmiot nominacji | Kategoria              | Rezultat          |
| ---- | ------------------- | ---------------------- | ----------------- |
| 2015 | Taylor Swift        | Międzynarodowy artysta | Nierozstrzygnięty |

## Brit Awards
Brit Awards przyznawane są corocznie, począwszy od 1977 roku, przez British Phonographic Industry, aby uhonorować artystów brytyjskich, a także międzynarodowych muzyków, którzy są najpopularniejsi w Wielkiej Brytanii.
| Rok  | Przedmiot nominacji | Kategoria                  | Rezultat  |
| ---- | ------------------- | -------------------------- | --------- |
| 2010 | Taylor Swift        | Międzynarodowy debiut roku | Nominacja |

## BMI Awards
Broadcast Music Incorporated corocznie nagradza autorów tekstów piosenek. Na 56. ceremonii rozdania BMI Awards, „Teardrops on My Guitar”, napisana przez Taylor Swift i Liz Rose została uznana za najlepszy utwór country roku. Wyróżnienia zyskały również piosenki „Tim McGraw” (2007) oraz „Our Song” (2008). Rok później „Teardrops on My Guitar” został ponownie nagrodzony przez BMI, tym razem w kategorii popowej. Poza tym Swift otrzymała nagrodę prezesa BMI, honorującą indywidualnych twórców, zasługujących na wyjątkowe wyróżnienie. Statuetka ta wręczana jest okazjonalnie, w przypadku artystów, mających znaczny wpływ na rozwój przemysłu muzycznego.
| Rok  | Przedmiot nominacji      | Kategoria                             | Rezultat |
| ---- | ------------------------ | ------------------------------------- | -------- |
| 2007 | „Tim McGraw”             | Zwycięska piosenka                    | Wygrana  |
| 2008 | „Our Song”               | Zwycięska piosenka                    | Wygrana  |
| 2008 | „Teardrops on My Guitar” | Najlepsza piosenka country            | Wygrana  |
| 2009 | „Teardrops on My Guitar” | Najlepsza piosenka popowa             | Wygrana  |
| 2009 | „Teardrops on My Guitar” | Nagroda specjalna Nagroda prezesa BMI | Wygrana  |
| 2009 | „Love Story”             | Najlepsza piosenka country            | Wygrana  |
| 2009 | „Picture to Burn”        | Zwycięska piosenka                    | Wygrana  |
| 2009 | „Should've Said No”      | Zwycięska piosenka                    | Wygrana  |

## Canadian Country Music Association Awards
Canadian Country Music Association Awards wręczane są od 1982 roku, aby uhonorować najpopularniejszych muzyków country w Kanadzie.
| Rok  | Przedmiot nominacji | Kategoria                       | Rezultat  |
| ---- | ------------------- | ------------------------------- | --------- |
| 2008 | Taylor Swift        | Najlepiej sprzedający się album | Nominacja |
| 2009 | Fearless            | Najlepiej sprzedający się album | Wygrana   |
| 2010 | Fearless            | Najlepiej sprzedający się album | Wygrana   |
| 2011 | Speak Now           | Najlepiej sprzedający się album | Wygrana   |
| 2012 | Taylor Swift        | Nagroda pokolenia               | Wygrana   |
| 2013 | Red                 | Najlepiej sprzedający się album | Wygrana   |

## Channel V Thailand Music Video Awards
Channel [V] Thailand Music Video Awards wręczane są przez telewizję muzyczną Channel [V] Thailand najpopularniejszym artystom w Tajlandii.
| Rok  | Przedmiot nominacji | Kategoria                                     | Rezultat |
| ---- | ------------------- | --------------------------------------------- | -------- |
| 2009 | Taylor Swift        | Najpopularniejszy nowy międzynarodowy artysta | Wygrana  |

## CMT Awards

### CMT Online Awards
CMT Online Awards są przyznawane corocznie, począwszy od 2006 roku, przez Country Music Television. Zwycięzców wybierają fani, bowiem zliczana jest liczba odtworzeń wideoklipów oraz wizyt na profilach artystów na stronie CMT.com. Wygrani w poszczególnych kategoriach cieszyli się największą popularnością internetową.
| Rok  | Przedmiot nominacji      | Kategoria                                       | Rezultat |
| ---- | ------------------------ | ----------------------------------------------- | -------- |
| 2006 | „Tim McGraw”             | Najpopularniejszy teledysk nowego artysty       | Wygrana  |
| 2007 | „Teardrops on My Guitar” | Najpopularniejszy teledysk z sesji w Studio 330 | Wygrana  |
| 2007 | „Teardrops on My Guitar” | Najpopularniejszy wideoklip                     | Wygrana  |
| 2007 | Taylor Swift             | Najpopularniejsza artystka                      | Wygrana  |
| 2008 | „Should've Said No”      | Najpopularniejszy teledysk                      | Wygrana  |
| 2008 | „Our Song”               | Najpopularniejszy teledysk                      | Wygrana  |
| 2008 | Taylor Swift             | Najpopularniejsza artystka                      | Wygrana  |

### CMT Music Awards
CMT Music Awards, zapoczątkowane w 2002 roku przez Country Music Television, corocznie honorują twórców muzyki country. Taylor Swift otrzymała dziesięć nominacji, wygrywając pięć nagród.
| Rok  | Przedmiot nominacji                         | Kategoria                              | Rezultat  |
| ---- | ------------------------------------------- | -------------------------------------- | --------- |
| 2007 | „Tim McGraw”                                | Przełomowy teledysk                    | Wygrana   |
| 2008 | „Our Song”                                  | Kobiecy teledysk roku                  | Wygrana   |
| 2008 | „Our Song”                                  | Wideoklip roku                         | Wygrana   |
| 2009 | „Love Story”                                | Teledysk roku                          | Wygrana   |
| 2009 | „Love Story”                                | Kobiecy wideoklip roku                 | Wygrana   |
| 2009 | „Photograph” (z Def Leppard)                | Teledysk roku (szeroko pojęte country) | Nominacja |
| 2009 | „Photograph” (z Def Leppard)                | Występ roku                            | Nominacja |
| 2010 | „You Belong with Me”                        | Teledysk roku                          | Nominacja |
| 2010 | „You Belong With Me”                        | Kobiecy teledysk roku                  | Nominacja |
| 2010 | „Best Days of Your Life” (z Kellie Pickler) | Najlepszy kolaboracyjny teledysk       | Nominacja |

## Country Music Association Awards
Country Music Association Awards przyznawane są od 1967 roku. Taylor Swift nominowana była do nagrody sześciokrotnie, wygrywając pięć statuetek. Jako dziewiętnastolatka Swift była najmłodszą wokalistką nominowaną oraz zdobywającą nagrodę dla artysty roku. Taylor otrzymała poza tym wyróżnienie dla najlepszego amerykańskiego artysty na arenie międzynarodowej, honorujące twórców, którzy popularyzują muzykę country na całym świecie.
| Rok  | Przedmiot nominacji | Kategoria                                                                 | Rezultat  |
| ---- | ------------------- | ------------------------------------------------------------------------- | --------- |
| 2007 | Taylor Swift        | Nagroda specjalna Horizon Award                                           | Wygrana   |
| 2008 | Taylor Swift        | Wokalistka roku                                                           | Nominacja |
| 2009 | Taylor Swift        | Artystka roku                                                             | Wygrana   |
| 2009 | Taylor Swift        | Wokalistka roku                                                           | Wygrana   |
| 2009 | Taylor Swift        | Nagroda specjalna Najlepszy amerykański artysta na arenie międzynarodowej | Wygrana   |
| 2009 | Fearless            | Album roku                                                                | Wygrana   |
| 2009 | „Love Story”        | Wideoklip roku                                                            | Wygrana   |

## Grammy Awards
Grammy są przyznawane corocznie przez National Academy of Recording Arts and Sciences, począwszy od 1958 roku. Podczas 52. ceremonii wręczenia statuetek, Swift stała się najmłodszą artystką w historii, która otrzymała nagrodę dla albumu roku, a także pierwszym solowym artystą country, który wygrał w tej kategorii.
| Rok  | Przedmiot nominacji                               | Kategoria                                                 | Rezultat  |
| ---- | ------------------------------------------------- | --------------------------------------------------------- | --------- |
| 2008 | Taylor Swift                                      | Najlepszy nowy artysta                                    | Nominacja |
| 2010 | Fearless                                          | Album roku                                                | Wygrana   |
| 2010 | Fearless                                          | Najlepszy album country                                   | Wygrana   |
| 2010 | „White Horse”                                     | Najlepsze wokalne wykonanie country                       | Wygrana   |
| 2010 | „White Horse”                                     | Najlepsza piosenka country                                | Wygrana   |
| 2010 | „You Belong With Me”                              | Nagranie roku                                             | Nominacja |
| 2010 | „You Belong With Me”                              | Piosenka roku                                             | Nominacja |
| 2010 | „You Belong With Me”                              | Najlepsze wokalne wykonanie popowe                        | Nominacja |
| 2010 | „Breathe” (z Colbie Caillat)                      | Najlepsza popowa kolaboracja wokalna                      | Nominacja |
| 2012 | Speak Now                                         | Najlepszy album country                                   | Nominacja |
| 2012 | „Mean”                                            | Najlepszy solowy występ country                           | Wygrana   |
| 2012 | „Mean”                                            | Najlepsza piosenka country                                | Wygrana   |
| 2013 | ”We Are Never Ever Getting Back Together”         | Nagranie roku                                             | Nominacja |
| 2013 | „Safe & Sound” (z The Civil Wars)                 | Najlepszy występ country w duecie/grupie                  | Nominacja |
| 2013 | „Safe & Sound” (z The Civil Wars)                 | Najlepsza piosenka napisana na potrzeby medium wizualnego | Wygrana   |
| 2014 | Red                                               | Album roku                                                | Nominacja |
| 2014 | Red                                               | Najlepszy album country                                   | Nominacja |
| 2014 | „Begin Again”                                     | Najlepsza piosenka country                                | Nominacja |
| 2014 | „Highway Don't Care” (z Tim McGraw i Keith Urban) | Najlepszy występ country w duecie/grupie                  | Nominacja |
| 2015 | „Shake It Off”                                    | Nagranie roku                                             | Nominacja |
| 2015 | „Shake It Off”                                    | Piosenka roku                                             | Nominacja |
| 2015 | „Shake It Off”                                    | Najlepszy występ popowy solo                              | Nominacja |
| 2016 | 1989                                              | Album roku                                                | Wygrana   |
| 2016 | 1989                                              | Najlepszy popowy album wokalny                            | Wygrana   |
| 2016 | „Blank Space”                                     | Nagranie roku                                             | Nominacja |
| 2016 | „Blank Space”                                     | Piosenka roku                                             | Nominacja |
| 2016 | „Blank Space”                                     | Najlepszy występ popowy solo                              | Nominacja |
| 2016 | „Bad Blood” (z Kendrick Lamar)                    | Najlepszy występ popowy w duecie/grupie                   | Nominacja |
| 2016 | „Bad Blood” (z Kendrick Lamar)                    | Najlepsze muzyczne wideo                                  | Wygrana   |

## Juno Awards
Nagrody Juno to najważniejsze wyróżnienia (statuetki) kanadyjskiego przemysłu muzycznego, wręczane od 1970 roku.
| Rok  | Przedmiot nominacji | Kategoria                 | Rezultat  |
| ---- | ------------------- | ------------------------- | --------- |
| 2010 | Fearless            | Międzynarodowy album roku | Nominacja |

## MTV

### MTV Europe Music Awards
MTV Europe Music Awards wręczane są od 1994 roku przez MTV Networks Europe, aby wyróżnić najpopularniejszych artystów w Europie.
| Rok  | Przedmiot nominacji | Kategoria                       | Rezultat  |
| ---- | ------------------- | ------------------------------- | --------- |
| 2009 | Taylor Swift        | Najlepszy nowy artysta          | Nominacja |
| 2012 | Taylor Swift        | Wokalistka roku                 | Wygrana   |
| 2012 | Taylor Swift        | Najlepszy występ na żywo        | Wygrana   |
| 2012 | Taylor Swift        | Najlepszy wygląd                | Wygrana   |
| 2012 | Taylor Swift        | Najlepszy wykonawca pop         | Nominacja |
| 2012 | Taylor Swift        | Najlepszy wykonawca World Stage | Nominacja |

### MTV Video Music Awards
MTV Video Music Awards są wręczane od 1984 roku przez MTV, aby uhonorować twórców najlepszych wideoklipów. Taylor Swift otrzymała dwie nominacje, wygrywając jedną nagrodę, za najlepszy kobiecy teledysk. Stała się tym samym pierwszą artystką country w historii, która otrzymała statuetkę VMA.
| Rok  | Przedmiot nominacji          | Kategoria                                  | Rezultat  |
| ---- | ---------------------------- | ------------------------------------------ | --------- |
| 2008 | Taylor Swift                 | Najlepszy nowy artysta                     | Nominacja |
| 2009 | „You Belong with Me”         | Najlepszy żeński teledysk                  | Wygrana   |
| 2010 | „Fifteen”                    | Najlepszy żeński teledysk                  | Nominacja |
| 2011 | „Mean”                       | Najlepszy teledysk ze społecznym przekazem | Nominacja |
| 2013 | „I Knew You Were Trouble”    | Najlepszy żeński teledysk                  | Wygrana   |
| 2013 | „I Knew You Were Trouble”    | Teledysk roku                              | Nominacja |
| 2015 | „Blank Space”                | Najlepszy żeński teledysk                  | Wygrana   |
| 2015 | „Blank Space”                | Najlepszy teledysk popowy                  | Wygrana   |
| 2015 | „Bad Blood”                  | Teledysk roku                              | Wygrana   |
| 2015 | „Bad Blood”                  | Najlepsza współpraca                       | Wygrana   |
| 2015 | „Bad Blood”                  | Najlepsza scenografia i dekoracja wnętrz   | Nominacja |
| 2015 | „Bad Blood”                  | Najlepsza kinematografia                   | Nominacja |
| 2015 | „Bad Blood”                  | Najlepsza reżyseria                        | Nominacja |
| 2015 | „Bad Blood”                  | Najlepszy montaż                           | Nominacja |
| 2015 | „Bad Blood”                  | Najlepsze efekty specjalne                 | Nominacja |
| 2015 | „Bad Blood”                  | Piosenka lata                              | Nominacja |
| 2017 | „I Don't Wanna Live Forever” | Najlepsza współpraca                       | Wygrana   |
| 2018 | „Look What You Made Me Do”   | Najlepsza scenografia i dekoracja wnętrz   | Nominacja |
| 2018 | „Look What You Made Me Do”   | Najlepszy montaż                           | Nominacja |
| 2018 | „Look What You Made Me Do”   | Najlepsze efekty specjalne                 | Nominacja |
| 2019 | „You Need to Calm Down”      | Teledysk roku                              | Wygrana   |
| 2019 | „You Need to Calm Down”      | Piosenka roku                              | Nominacja |
| 2019 | „You Need to Calm Down”      | Najlepszy teledysk popowy                  | Nominacja |
| 2019 | „You Need to Calm Down”      | Najlepszy teledysk ze społecznym przekazem | Wygrana   |
| 2019 | „You Need to Calm Down”      | Najlepsza reżyseria                        | Nominacja |
| 2019 | „You Need to Calm Down”      | Najlepszy montaż                           | Nominacja |
| 2019 | „You Need to Calm Down”      | Najlepsza scenografia i dekoracja wnętrz   | Nominacja |
| 2019 | „You Need to Calm Down”      | Najbardziej energiczna piosenka            | Nominacja |
| 2019 | „You Need to Calm Down”      | Najlepszy utwór lata                       | Nominacja |
| 2019 | „Me!”                        | Najlepsza współpraca                       | Nominacja |
| 2019 | „Me!”                        | Najlepsze efekty specjalne                 | Wygrana   |
| 2019 | „Me!”                        | Najlepsza kinematografia                   | Nominacja |

### MTV Movie Awards
Taylor Swift otrzymała jedną nominację do MTV Movie Awards.
| Rok  | Przedmiot nominacji | Kategoria                                  | Rezultat  |
| ---- | ------------------- | ------------------------------------------ | --------- |
| 2010 | Walentynki          | Najlepszy pocałunek (z Taylorem Lautnerem) | Nominacja |

## Los Premios MTV Latinoamérica
Los Premios MTV Latinoamérica to południowoamerykańska wersja MTV Video Music Awards. Swift nominowana była do tychże nagród trzykrotnie.
| Rok  | Przedmiot nominacji | Kategoria                               | Rezultat  |
| ---- | ------------------- | --------------------------------------- | --------- |
| 2009 | Taylor Swift        | Najlepszy międzynarodowy artysta popowy | Nominacja |
| 2009 | Taylor Swift        | Najlepszy nowy międzynarodowy artysta   | Nominacja |
| 2009 | Taylor Swift        | Najlepszy fanklub                       | Nominacja |

## MYX Music Award
MYX Music Awards honorują najpopularniejszych artystów na Filipinach, natomiast kategoria ulubiony wideoklip międzynarodowy jest jedynym wyróżnieniem dla artystów spoza kraju.
| Rok  | Przedmiot nominacji | Kategoria                         | Rezultat |
| ---- | ------------------- | --------------------------------- | -------- |
| 2010 | „Love Story”        | Ulubiony wideoklip międzynarodowy | Wygrana  |

## Nashville Music Awards
Nashville Music Awards wręczane są corocznie, od 1995 roku, honorując artystów reprezentujących każdy gatunek muzyczny.
| Rok  | Przedmiot nominacji | Kategoria               | Rezultat |
| ---- | ------------------- | ----------------------- | -------- |
| 2009 | Taylor Swift        | Artystka roku           | Wygrana  |
| 2009 | Taylor Swift        | Autorka tekstów roku    | Wygrana  |
| 2009 | Fearless            | Najlepszy album country | Wygrana  |

## Nashville Songwriters Association International Award
Nashville Songwriters Association International Award wręczana jest najlepszym autorom utworów danego roku. Swift stała się najmłodszą artystką w historii, która zdobyła wyróżnienie.
| Rok  | Przedmiot nominacji | Kategoria                  | Rezultat |
| ---- | ------------------- | -------------------------- | -------- |
| 2007 | Taylor Swift        | Artysta/autor tekstów roku | Wygrana  |
| 2009 | Taylor Swift        | Artysta/autor tekstów roku | Wygrana  |

## Nickelodeon Kids' Choice Awards

### Nickelodeon Australian Kids' Choice Awards
Nickelodeon Australian Kids' Choice Awards jest australijską wersją amerykańskich Nickelodeon Kids' Choice Awards. Zwycięzcy w poszczególnych kategoriach wybierani są przez widzów telewizji Nickelodeon w wieku 12–19 lat.
| Rok  | Przedmiot nominacji | Kategoria                          | Rezultat  |
| ---- | ------------------- | ---------------------------------- | --------- |
| 2009 | „Love Story”        | Ulubiona piosenka                  | Nominacja |
| 2009 | Taylor Swift        | Ulubiona międzynarodowa wokalistka | Nominacja |

### Nickelodeon Kids' Choice Awards U.S.
Nickelodeon Kids' Choice Awards przyznawane są na podstawie głosów widzów telewizji Nickelodeon.
| Rok  | Przedmiot nominacji  | Kategoria           | Rezultat |
| ---- | -------------------- | ------------------- | -------- |
| 2010 | Taylor Swift         | Ulubiona wokalistka | Wygrana  |
| 2010 | „You Belong with Me” | Ulubiona piosenka   | Wygrana  |

## People's Choice Awards
People's Choice Awards wręczane są na podstawie głosów Amerykanów, którzy wybierają swoje ulubione m.in.: filmy, seriale oraz wokalistów.
| Rok  | Przedmiot nominacji | Kategoria                 | Rezultat  |
| ---- | ------------------- | ------------------------- | --------- |
| 2009 | „Love Story”        | Ulubiona piosenka country | Nominacja |
| 2010 | Taylor Swift        | Ulubiona wokalistka       | Wygrana   |
| 2010 | Taylor Swift        | Ulubiony artysta country  | Nominacja |
| 2010 | Taylor Swift        | Ulubiona artystka popowa  | Nominacja |
| 2011 | Taylor Swift        | Ulubiona artystka         | Nominacja |
| 2011 | Taylor Swift        | Ulubiony artysta country  | Wygrana   |

## Teen Choice Awards
Teen Choice Awards wręczane są corocznie, począwszy od 1999 roku, a gala transmitowana jest przez Fox Broadcasting Company.
| Rok  | Przedmiot nominacji | Kategoria                 | Rezultat  |
| ---- | ------------------- | ------------------------- | --------- |
| 2008 | Taylor Swift        | Najlepszy nowy artysta    | Wygrana   |
| 2009 | Taylor Swift        | Ulubiona wokalistka       | Wygrana   |
| 2009 | „Love Story”        | Ulubiona piosenka miłosna | Nominacja |
| 2009 | Fearless            | Ulubiony kobiecy album    | Wygrana   |
| 2009 | Fearless Tour       | Ulubiona trasa koncertowa | Nominacja |

## Young Hollywood Awards
Young Hollywood Awards wręczane są obiecującym oraz debiutującym aktorom Hollywood. Na 10. gali wręczenia Young Hollywood Awards, Swift otrzymała wyróżnienie dla najlepiej rokującej gwiazdy, mimo że nie miała na swoim koncie ról filmowych. Stała się jednocześnie pierwszym muzykiem, który został wyróżniony tą nagrodą.
| Rok  | Przedmiot nominacji | Kategoria                  | Rezultat |
| ---- | ------------------- | -------------------------- | -------- |
| 2008 | Taylor Swift        | Najlepiej rokująca gwiazda | Wygrana  |

## World Music Awards
World Music Awards są wręczane od 1989 roku i honorują najpopularniejszych artystów na całym świecie. Nagrody oparte są na sprzedaży poszczególnych wydawnictw, a dane dostarcza International Federation of the Phonographic Industry (IFPI).
| Rok  | Przedmiot nominacji | Kategoria                         | Rezultat  |
| ---- | ------------------- | --------------------------------- | --------- |
| 2010 | Fearless            | Najlepszy album                   | Nominacja |
| 2010 | Taylor Swift        | Najlepsza artystka popowa/rockowa | Nominacja |

## Inne wyróżnienia
Pod koniec 2009 roku Associated Press wyróżnił Swift jako artystkę roku.
W lutym 2010 roku Taylor otrzymała nagrodę RIAA dla artystki z największą liczbą certyfikowanych cyfrowo utworów za 25 piosenek w jej wykonaniu, które uzyskały status złoty lub platynowy.